# Histon-Code
Histon-Code ist ein Begriff aus dem Wissenschaftsgebiet Epigenetik. Die Histon-Code-Hypothese besagt, dass die Übersetzung von genetischer Information, welche in der DNA codiert ist, teilweise durch Histonmodifikationen kontrolliert wird. Histonmodifikationen sind chemische Abänderungen an speziellen Eiweiß-Molekülen, den Histonen.
Der Histon-Code ist Teil des epigenetischen Codes. Die Wirkung der Histone bzw. Histonmodifikation ist stark mit dem Grad der DNA-Methylierung verwoben.
Histone assoziieren sich mit der DNA zu Nukleosomen, die sich ihrerseits zu Chromatinfasern bündeln, die wiederum das eher bekannte Chromosom bilden. Histone sind globuläre Proteine mit einem flexiblen N-Terminus, der als der Schwanz bezeichnet wird und aus dem Nukleosom hervorsteht. Viele der Histonschwanz-Modifikationen korrelieren sehr gut mit der Chromatinstruktur. Sowohl der Status der Histonmodifikationen als auch die Chromatinstruktur korrelieren gut mit den Genexpressionsniveaus. Details der Genexpressionsregulation durch Histon-Modifikationen: siehe Tabelle unten.

## Die Hypothese
Die Histon-Code-Hypothese besteht im Kern darin, dass die Histon-Modifikationen eher dazu dienen, andere Proteine zu rekrutieren, anstatt nur die Histon-DNA-Wechselwirkung zu stabilisieren bzw. zu destabilisieren. Diese Proteine, die durch spezifische Erkennung mithilfe von spezialisierten Domänen an den modifizierten Histonen rekrutiert werden, wirken dann aktiv, um die Chromatinstruktur aktiv zu verändern oder die Transkription zu fördern.
Während es allgemein akzeptiert wird, dass Modifikationen an den Histonschwänzen (wie Methylierung, Acetylierung, ADP-Ribosylierung, Ubiquitinierung, Citrullinierung und Phosphorylierung) die Chromatinstruktur verändern, bleiben die genauen Mechanismen bis jetzt unklar, mit denen diese Veränderungen an den Histonschwänzen die DNA-Histon-Wechselwirkungen beeinflussen. Daher bleibt die Vorstellung, dass Kombinationen von Histonmodifikationen die Wechselwirkungen zum Chromatin nach einer Abbildungsvorschrift (Code) leiten, bisher eine Hypothese.
Einige konkrete Beispiele wurden jedoch detailliert aufgeklärt. Zum Beispiel ist die Phosphorylierung der Serinreste 10 und 28 auf dem Histon H3 ein Marker für die chromosomale Kondensation. Ähnlich ist die Kombination der Phosphorylierung des Serinrestes 10 und der Acetylierung eines Lysinrestes 14 am Histon H3 ein charakteristisches Zeichen der aktiven Transkription.

### Modifikationen
Gut charakterisierte Modifikationen an Histonen umfassen:
- Methylierung

Es ist bekannt, dass sowohl Lysin- als auch Argininreste methyliert sind. Methylierte Lysine sind die am besten verstandenen Markierungen des Histoncodes, da spezifisch methyliertes Lysin gut mit den Genexpressionszuständen übereinstimmt. Die Methylierung der Lysine H3K4 und H3K36 ist mit der Transkriptionsaktivierung korreliert, während die Demethylierung von H3K4 mit der Stummschaltung der genomischen Region korreliert. Die Methylierung der Lysine H3K9 und H3K27 korreliert mit der Transkriptionsrepression. Insbesondere ist H3K9me3 stark mit dem konstitutiven Heterochromatin korreliert.
- Acetylierung  -  durch HAT (Histon-Acetyltransferase); Deacetylierung - durch HDAC (Histondeacetylase)

Die Acetylierung definiert mehr oder weniger die "Offenheit" des Chromatins, da acetylierte Histone das Chromatin nicht so gut packen können, wie deacetylierte Histone.
- Phosphorylierung
- Ubiquitinierung

Es gibt viele weitere Histon-Modifikationen und sensible Massenspektrometrie-Ansätze haben den Katalog vor kurzem enorm erweitert.
Eine sehr eingrenzende Zusammenfassung eines Histon-Codes ist in der folgenden Tabelle als Beispiel angegeben.
Die Nomenklatur der Histon-Varianten (H3K4 usw.) wird unter Histonmodifikation beschrieben.
Akt. - Genaktivierung
Repr. - Genrepression (siehe auch Genaktivität)
| Typ der Modifikation | Histon | Histon | Histon | Histon | Histon     | Histon | Histon | Histon |
| Typ der Modifikation | H3K4   | H3K9   | H3K14  | H3K27  | H3K79      | H3K122 | H4K20  | H2BK5  |
| -------------------- | ------ | ------ | ------ | ------ | ---------- | ------ | ------ | ------ |
| Monomethylierung     | Akt.   | Akt.   |        | Akt.   | Akt.       |        | Akt.   | Akt.   |
| Dimethylierung       | Akt.   | Repr.  |        | Repr.  | Akt.       |        |        |        |
| Trimethylierung      | Akt.   | Repr.  |        | Repr.  | Akt. Repr. |        |        | Repr.  |
| Acetylierung         |        | Akt.   | Akt.   | Akt.   |            | Akt.   |        |        |

- H3K4me3 ist in transkriptionell aktiven Promotoren angereichert.[13]
- H3K9me3 wird in konstitutiv unterdrückten Genen gefunden.
- H3K27me findet sich in fakultativ repressiven Genen.[8]
- H3K36me3 wird in aktiv transkribierten Genkörpern gefunden.
- H3K9ac wird in aktiv transkribierten Promotoren gefunden.
- H3K14ac findet sich in aktiv transkribierten Promotoren.
- H3K27ac unterscheidet aktive Enhancer von blockierten Enhancern.
- H3K122ac ist in blockierten Promotoren angereichert und wird auch in einer anderen Sorte eines möglichen Enhancers gefunden, dem H3K27ac fehlt.

## Komplexität des Histon-Codes
Anders als dieses vereinfachte Modell ist jeder reale Histoncode bisweilen sehr komplex. So kann jeder der vier Standardhistone gleichzeitig an mehreren verschiedenen Stellen mit mehreren verschiedenen Modifikationen modifiziert werden. Um eine Vorstellung von dieser Komplexität zu geben: Histon H3 enthält neunzehn Lysine, die als methyliert bekannt sind, wobei jedes un-, mono-, di- oder tri-methyliert sein kann. Wenn Modifikationen unabhängig sind, ermöglicht dies 4 hoch 19 oder 280 Milliarden verschiedene Lysin-Methylierungsmuster, also weit mehr als die maximale Anzahl von Histonen in einem menschlichen Genom (6,4 Gb / ~ 150 bp = ~ 44 Millionen Histone, wenn sie sehr dicht gepackt sind). Dies schließt weder die Lysin-Acetylierungen (bekannt für H3 an neun Resten), noch die Arginin-Methylierungen (bekannt für H3 an drei Resten) oder die Threonin / Serin / Tyrosin-Phosphorylierungen (bekannt für H3 an acht Resten) ein, ganz zu schweigen von Modifikationen anderer Histone.
Jedes Nukleosom in einer Zelle kann daher einen anderen Satz von Modifikationen aufweisen, was die Frage aufwirft, ob es gemeinsame Muster von Histonmodifikationen gibt.
Bei einer aktuellen Studie von etwa 40 Histon-Modifikationen an menschlichen Gen-Promotoren mit über 4000 verschiedenen Kombinationen wurden über 3000 Kombinationen an nur an einem einzigen Promotor gefunden. Andererseits wurden, einschließlich eines Satzes von 17 Histonmodifikationen, Muster entdeckt, die zusammen an über 3000 Genen vorhanden sind. Es treten also Muster von Histon-Modifikationen auf, die aber sehr kompliziert sind. Derzeit habe wir nur für die Bedeutung einer relativ kleinen Anzahl von Modifikationen ein detailliertes biochemisches Verständnis.
Strukturelle Determinanten der Histon-Erkennung durch lesende, schreibende und löschende Elemente (Readers, Writers, Erasers) des Histon-Codes wurden durch eine wachsende Zahl von experimentellen Daten aufgezeigt.